# Měkké a tvrdé cíle
Měkké a tvrdé cíle jsou pojmy z bezpečnostní politiky, které se používají pro označení cílů možného útoku (například teroristického) a jejich rozlišení z hlediska stupně ochrany.
Tvrdý cíl (anglicky hard target) je objekt s vysokým stupněm ochrany proti napadení a neoprávněnému vniknutí. Jedná se o dobře chráněné a střežené objekty, jako jsou například důležité státní objekty, vojenské objekty, objekty dalších bezpečnostních složek, ale i některé nestátní a komerční objekty.
Měkký cíl (anglicky soft target) není přesně definován. Obecně však jde o místa s vysokou koncentrací osob a nízkou mírou zabezpečení proti násilnému útoku (například teroristů či duševně narušených jedinců). Na takových místech je vyšší pravděpodobnost napadení s možnými velkými škodami na životech a zdraví lidí. Může jít o různé kulturní, společenské nebo sportovní akce, ale i jiná místa, kde se schází velké množství lidí, například nádraží, obchodní centra a podobně.